# Пепельный голубь
Пепельный голубь (лат. Columba pulchricollis) — вид птиц из семейства голубиных. Подвидов не выделяют.

## Описание
Пепельный голубь достигает длины 31—36 см и массы около 330 г. Голова голубовато-серая, горло белое. Широкий воротник на шее, более широкий сзади и сужающийся по бокам, состоящий из чёрных перьев с блестящими желтовато-коричневыми или кремовыми кончиками, создающий впечатление пятнистости, когда шея вытянута. Остальная часть шеи и верхняя часть тела голубовато-серого цвета с небольшим количеством зелёных отблесков. Верхняя части шеи, мантия и верхняя часть груди пурпурного цвета; нижняя часть груди светло-серая. Подхвостье и кроющие перья хвоста буровато-белые. Радужная оболочка белая, серовато-белая или бледно-жёлтая; окологлазное кольцо серое. Клюв дистально тускло-зелёный, у основания пурпурный; ноги от пурпурно-красного до кораллово-красного цвета, когти коричневые. Самка немного тусклее, грудь с небольшим коричневато-жёлтым налетом. Молодые особи еще более тусклые; грудь, низ и некоторые кроющие перья крыльев с рыжевато-жёлтыми краями.

## Ареал
Пепельный голубь широко распространен во всей Юго-Восточной Азии, а также в Непале, Бутане, северной Индии, южном Тибете, южном Китае, северной и средней Мьянме, северном Таиланде и на Тайване.

## Размножение
Сезон размножения длится с мая по август. Неопрятное гнездо из веток располагается довольно низко на дереве. В кладке обычно одно белое яйцо, но в Сиккиме были обнаружены кладки из двух яиц. Насиживание длится 21—23 дня. Птенцы оперяются примерно через четыре недели.